# Nazionale femminile di calcio della Norvegia
La nazionale femminile di calcio della Norvegia è la rappresentativa calcistica femminile internazionale della Norvegia, gestita dalla locale federazione calcistica (NFF).
In base alla classifica emessa dalla FIFA il 12 giugno 2025, la nazionale femminile occupa il 16º posto del FIFA/Coca-Cola Women's World Ranking.
Come membro dell'UEFA, partecipa a vari tornei di calcio internazionali, come al campionato mondiale FIFA, campionato europeo UEFA, ai Giochi olimpici estivi e ai tornei a invito come l'Algarve Cup o la Cyprus Cup.
La squadra annovera nel suo palmarès la conquista di due campionati europei (uno precedente l'organizzazione della UEFA), un mondiale, un'Olimpiade e cinque Algarve Cup, ed è una delle più vincenti rappresentative nazionali norvegesi. È l'unica nazionale europea di calcio femminile, assieme alla Germania, ad aver vinto almeno una volta l'Europeo, il Mondiale e l'Olimpiade. Gran parte dei successi sono stati ottenuti, per lo più, tra la fine degli anni ottanta e gli inizi degli anni duemila.

## Storia

### Gli inizi
Una prima partita non ufficiale venne disputata da una selezione norvegese il 7 agosto 1975 allo stadio Nya Ullevi di Göteborg contro le padrone di casa della Svezia, incontro che terminò con la vittoria delle svedesi per 4-0. Nei mesi successivi, dopo l'istituzione nel 1972 della Norway Cup, manifestazione aperta a squadre maschili e femminili, e grazie anche alla battaglia portata avanti dal quotidiano Dagbladet, la federazione norvegese riconobbe le competizioni calcistiche femminili e avviò il processo di istituzione della selezione nazionale. La prima partita ufficiale disputata dalla nazionale norvegese risale al 7 luglio 1978, partita persa per 2-1 dalla Svezia e valida per il campionato nordico femminile di calcio, prima edizione alla quale la Norvegia prendeva parte. Negli anni successivi prese parte alle restanti edizioni del campionato nordico, disputatosi fino al 1982, e a diverse amichevoli. Nel 1979 prese parte alla Coppa Europa per Nazioni, organizzata in Italia: affrontò Italia e Irlanda del Nord, perdendo contro la prima e vincendo contro la seconda, nonché primo successo della nazionale.

### I trionfi internazionali
Nel 1982 iniziarono le qualificazioni al campionato europeo 1984 e la Norvegia concluse al secondo posto alle spalle della Svezia il girone di qualificazione. Dopo aver vinto il girone di qualificazione, la nazionale norvegese fece il suo esordio nella fase finale del campionato europeo nell'edizione 1987, che venne disputata proprio in Norvegia. Dopo aver vinto la semifinale per 2-0 sull'Italia all'Ullevaal Stadion di Oslo, la Norvegia vinse anche la finale, disputatasi sempre all'Ullevaal Stadion, per 2-1 sulla Svezia grazie alla doppietta di Trude Stendal. Si trattò del primo campionato internazionale di calcio vinto dalla federazione norvegese sia a livello femminile che maschile, e fu anche l'evento a partire dal quale la nazionale norvegese si rese protagonista del panorama calcistico femminile internazionale. L'anno successivo arrivò anche la vittoria, sempre sulla Svezia in finale, del torneo internazionale FIFA a inviti, organizzato in Cina. Anche nell'edizione 1989 del campionato europeo la Norvegia raggiunse la finale, ma questa volta a prevalere fu la Germania Ovest per 4-1. Analogo epilogo arrivò al campionato europeo 1991, quando la Norvegia, vittoriosa in semifinale dopo i tiri di rigore sulla Danimarca, venne sconfitta in finale dalla Germania, al primo successo dopo la riunificazione, per 3-1 dopo i tempi supplementari.

Formazioni di Norvegia e Stati Uniti per la finale del campionato mondiale 1991.

Nel novembre 1991 venne disputata la prima edizione del campionato mondiale organizzata dalla FIFA. La Norvegia, che vi partecipò grazie al podio conquistato al precedente campionato europeo, esordì perdendo per 4-0 dalla Cina padrona di casa; grazie alle successive vittorie su Nuova Zelanda e Danimarca superò la fase a gironi. Dopo aver battuto l'Italia dopo i supplementari ai quarti di finale e la Svezia con un netto 4-1 in semifinale, le norvegesi raggiunsero la finale, venendo però sconfitte dagli Stati Uniti con una doppietta di Michelle Akers. Al campionato europeo 1993 arrivò il secondo trionfo alla massima competizione continentale: dopo aver superato agevolmente il girone di qualificazione e i Paesi Bassi ai quarti di finale, la Norvegia partecipò alla fase finale organizzata in Italia. In semifinale venne sconfitta la Danimarca per 1-0, e con lo stesso risultato venne sconfitta l'Italia grazie alla rete realizzata da Birthe Hegstad. Dopo aver disputato tre finali continentali consecutive, nell'edizione 1995 le norvegesi persero la doppia semifinale contro la Svezia, dovendo così cedere il titolo di campionesse. Pochi mesi dopo, la Norvegia arrivò da favorita al campionato mondiale 1995, organizzato in Svezia. Dopo aver superato la fase a gironi vincendo il gruppo B a punteggio pieno con 17 reti realizzate a Nigeria, Inghilterra e Canada e nessuna rete subita, la Norvegia raggiunse i quarti di finale, dove batté la Danimarca per 3-1, mentre in semifinale si prese la rivincita di quattro anni prima sconfiggendo gli Stati Uniti grazie alla rete di Ann Kristin Aarønes nei primi minuti della partita. In finale le norvegesi sconfissero per 2-0 la Germania, diventando per la prima volta campione del mondo.
Grazie alla vittoria del campionato mondiale, la Norvegia fu tra le 8 nazionali che presero parte alla prima edizione del torneo femminile di calcio ai Giochi olimpici di Atlanta 1996. Superata la fase a gironi, la nazionale norvegese perse la semifinale contro gli Stati Uniti grazie al golden goal, ma vinse la finale per il terzo posto contro il Brasile grazie a una doppietta di Aarønes, vincendo così la medaglia di bronzo olimpica. L'edizione 1997 del campionato europeo venne organizzata in Norvegia e in Svezia e fu caratterizzata da un cambio di formato, che portò all'ammissione di 8 squadre alla fase finale. Nonostante la netta vittoria per 5-0 all'esordio contro la Danimarca con 4 reti realizzate da Marianne Pettersen, il successivo pareggio contro la Germania e la sconfitta contro l'Italia decretarono l'eliminazione delle norvegesi alla fase a gironi. Nel 1998 la Norvegia vinse l'Algarve Cup, torneo internazionale a inviti, per la quarta volta in cinque edizioni.
La terza edizione del campionato mondiale si disputò nel 1999 negli Stati Uniti e la nazionale norvegese vi arrivava da squadra campione in carica. Superata senza difficoltà la fase a gironi, le norvegesi batterono la Svezia nei quarti di finale; tuttavia, in semifinale arrivò una netta sconfitta per 5-0 dalla Cina, che eguagliò la peggior sconfitta subita dalla Svezia quattordici anni prima. Pochi giorni dopo venne persa anche la finale per il terzo posto contro il Brasile ai tiri di rigore dopo che i tempi regolamentari si erano conclusi a reti inviolate. Al torneo femminile di calcio ai Giochi olimpici di Sydney 2000 la formazione norvegese non era la principale favorita. Nella fase a gironi venne sorteggiata assieme a Stati Uniti, Cina e Nigeria, ossia assieme alle due finaliste del campionato mondiale 1999. Dopo aver perso la prima partita contro le statunitensi e vinto la seconda contro le nigeriane, le norvegesi si presero la rivincita sulle cinesi, vincendo, superando il turno ed eliminando le cinesi stesse dalla manifestazione. In semifinale venne sconfitta la Germania per 1-0 grazie a un'autorete di Tina Wunderlich sul finire della partita. La finale fu una ripetizione della sfida che c'erano stata nel girone preliminare e che aveva visto prevalere le statunitensi per 2-0, ma anche una ripetizione della semifinale di Atlanta 1996, anche quella persa; in questa occasione furono le norvegesi ad avere la meglio, vincendo 3-2 grazie a una rete di Dagny Mellgren nei tempi supplementari, e conquistando la loro prima medaglia d'oro olimpica.

### Gli anni duemila
Dopo la vittoria dell'oro olimpico, prima nazionale europea a vincere campionato europeo, campionato mondiale e torneo olimpico, la nazionale norvegese entrò in una fase nella quale non riuscì più a vincere una competizione internazionale. Al campionato europeo 2001 il cammino s'interruppe in semifinale, persa per 1-0 dalla Germania. Al campionato mondiale 2003, invece, il cammino si bloccò ai quarti di finale con l'eliminazione per mano degli Stati Uniti. Nel biennio 2005-07 le prestazioni migliorarono. Al campionato europeo 2005 la Norvegia superò in semifinale la Svezia dopo i tempi supplementari, ma venne sconfitta in finale dalla Germania al suo quarto successo consecutivo. Al campionato mondiale 2007 le norvegesi sfiorarono il podio, classificandosi al quarto posto dopo aver perso la finalina contro gli Stati Uniti e dopo essere state eliminate in semifinale un'altra volta ancora dalle tedesche, successive vincitrici del torneo. Grazie al risultato conseguito alla manifestazione mondiale, la Norvegia guadagnò l'accesso al torneo femminile di calcio ai Giochi olimpici di Pechino 2008. La fase a gironi venne caratterizzata dalla vittoria per 2-0 sugli Stati Uniti e dalla sconfitta per 1-5 contro il Giappone. Ai quarti di finale arrivò la sconfitta per 1-2 contro il Brasile e la conseguente eliminazione dal torneo.

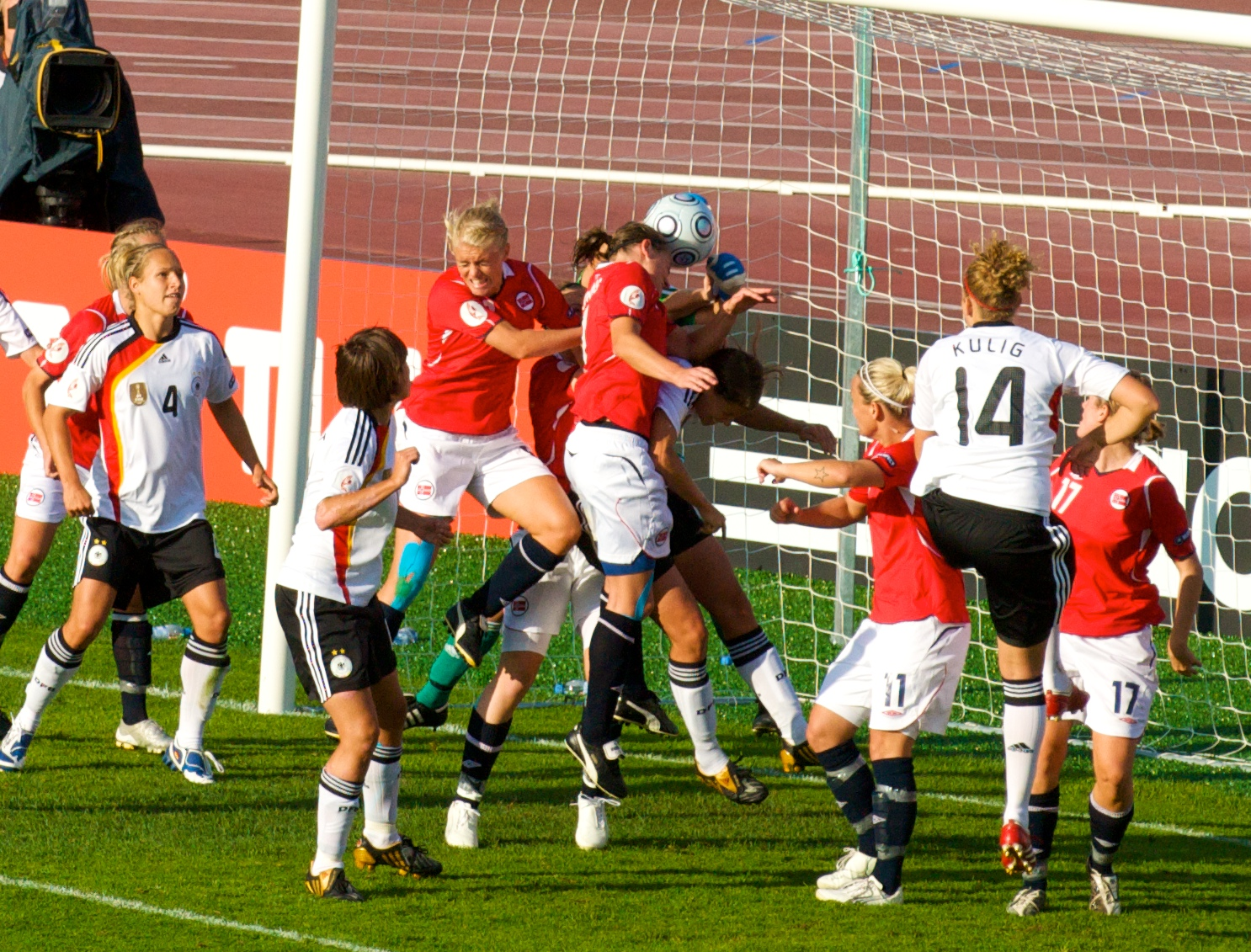
Azione di gioco tra Norvegia e Germania al campionato europeo 2009.

Il campionato europeo 2009 prese il via con una sconfitta per 4-0 dalla Germania, con tre reti subite nei minuti finali e di recupero. La Norvegia riuscì, poi, a superare la fase a gironi come seconda miglior terza, affrontando la Svezia ai quarti di finale. Superata le svedesi per 3-1, con lo stesso punteggio, nonostante il vantaggio iniziale, arrivò l'eliminazione in semifinale per mano delle tedesche, che andarono a vincere il torneo per la quinta volta di fila. Al campionato mondiale 2011 per la prima volta le norvegesi vennero eliminate alla fase a gironi; nonostante la vittoria all'esordio per 1-0 sulla Guinea Equatoriale, le sconfitte contro Brasile e Australia pregiudicarono il passaggio del turno.
La Norvegia, con una squadra composta da giocatrici esperte e da giovani come Caroline Graham Hansen e Ada Hegerberg, andò vicina a vincere nuovamente un torneo internazionale nel 2013, quando arrivò in finale al campionato europeo 2013, disputato in Svezia. Il girone della prima fase venne concluso al primo posto dopo aver battuto per 1-0 grazie alla rete di Ingvild Isaksen la Germania, che dall'istituzione della fase a gironi non aveva mai perso un punto. Nella fase a eliminazione diretta prima venne sconfitta la Spagna per 3-1 e poi in semifinale la Danimarca dopo i tiri di rigore. La finale mise di nuovo di fronte tedesche e norvegesi e vide il sesto trionfo consecutivo della Germania grazie alla vittoria per 1-0 per la rete di Anja Mittag e grazie a Nadine Angerer che parò due calci di rigore nel corso della partita. Le due formazioni si incontrarono nuovamente due anni dopo nella fase a gironi del campionato mondiale 2015, concludendo la partita in parità e passando entrambe il turno. Le norvegesi vennero poi eliminate agli ottavi di finale dall'Inghilterra.
Il campionato europeo 2017 fu tra i più deludenti per la Norvegia, infatti perse tutte e tre le partite del girone contro Paesi Bassi, Belgio e Danimarca senza realizzare una rete. Fu la prima volta che la Norvegia non vinceva una partita nella fase finale di un torneo internazionale e la prima volta dal 1997 che non superava la fase a gironi. Il riscatto arrivò due anni dopo al campionato mondiale 2019, disputato in Francia; dopo aver sconfitto l'Australia agli ottavi di finale dopo i tiri di rigore, il cammino norvegese si fermò ai quarti di finale con la sconfitta per 0-3 contro l'Inghilterra, come già avvenuto nell'edizione precedente.

## Partecipazione ai tornei internazionali
Legenda: Grassetto: Risultato migliore, Corsivo: Mancate partecipazioni

## Selezionatori
Lista dei selezionatori della nazionale norvegese.
- 1978-1982:  Per Pettersen
- 1987-1989:  Erling Hokstad e Dag Vestlund
- 1983-1989:  Erling Hokstad
- 1989-1996:  Even Pellerud
- 1996-2000:  Per-Mathias Høgmo
- 2000-2004:  Åge Steen
- 2005-2009:  Bjarne Berntsen
- 2009-2012:  Eli Landsem
- 2012-2015:  Even Pellerud
- 2015-2016:  Roger Finjord
- 2016:  Leif Gunnar Smerud
- 2016-2022:  Martin Sjögren
- 2022-2024 :  Hege Riise
- 2024- :  Gemma Grainger

## Palmarès
- Oro olimpico: 1  (record europeo condiviso con la Germania)

2000
- Bronzo olimpico: 1

1996
- Campionato mondiale: 1

1995
- Campionato d'Europa: 2

1987, 1993
- Algarve Cup: 5 (record europeo condiviso con la Svezia)

1994, 1996, 1997, 1998, 2019

## Tutte le rose

### Mondiali femminili
Coppa del Mondo FIFA 19911 Seth, 2 Zaborowski, 3 Stenberg, 4 Espeseth, 5 Nyborg, 6 Carlsen, 7 Haugen, 8 Støre, 9 Riise, 10 Medalen, 11 Hegstad, 12 Nordby, 13 Strædet, 14 Humlestøl, 15 Igland, 16 Svensson, 17 Scheel, 18 Strømsvold, CT: Pellerud
Coppa del Mondo FIFA 19951 Nordby, 2 Svensson, 3 Espeseth, 4 A. Nymark Andersen, 5 N. Nymark Andersen, 6 Riise, 7 Haugen, 8 Støre, 9 Sandberg, 10 Medalen, 11 Aarønes, 12 Seth, 13 Myklebust, 14 Gunnerød, 15 Leinan, 16 Pettersen, 17 Waage, 18 Frustøl, 19 Carlsen, 20 Sternhoff, CT: Pellerud
Coppa del Mondo FIFA 19991 Nordby, 2 Sandaune, 3 Kringen, 4 Jørgensen, 5 Viker, 6 Riise, 7 Frustøl, 8 Knudsen, 9 Aarønes, 10 Medalen, 11 Pettersen, 12 Johannessen, 13 Gulbrandsen, 14 Andersen, 15 Mellgren, 16 Gulbrandsen, 17 Rapp, 18 Tønnessen, 19 Ørmen, 20 Lehn, CT: Høgmo
Coppa del Mondo FIFA 20031 Nordby, 2 Sandaune, 3 Stangeland, 4 Knudsen, 5 Bredland, 6 Riise, 7 Rønning, 8 Gulbrandsen, 9 Rapp, 10 Lehn, 11 Pettersen, 12 Vesterbekkmo, 13 Tønnessen, 14 Mellgren, 15 Fiane Christensen, 16 Følstad, 17 Ørmen, 18 Fosse, 19 Edner, 20 Klaveness, CT: Steen
Coppa del Mondo FIFA 20071 B. Nordby, 2 Stangeland Horpestad, 3 Følstad, 4 Stensland, 5 S. Nordby, 6 Huse, 7 Rønning, 8 S. Gulbrandsen, 9 Herlovsen, 10 Wiik, 11 Larsen Kaurin, 12 Skarbø, 13 Colombo Nilsen, 14 Knutsen, 15 Giske, 16 R. Gulbrandsen, 17 Mykjåland, 18 Knutsen, 19 Fiane Christensen, 20 Klaveness, 21 Storløkken, CT: Berntsen
Coppa del Mondo FIFA 20111 Hjelmseth, 2 Berge, 3 Mjelde, 4 Stensland, 5 Lund, 6 Wigdahl Hegland, 7 Rønning, 8 Vikestad, 9 Herlovsen, 10 Pedersen, 11 Kaurin, 12 Skarbø, 13 Giske, 14 Ims, 15 Gardsjord, 16 Thorsnes, 17 Mykjåland, 18 Knutsen, 19 Haavi, 20 Ryland, 21 Knutsen, CT: Landsem
Coppa del Mondo FIFA 20151 Hjelmseth, 2 Thorisdottir, 3 Lund, 4 Ims, 5 Utland, 6 Mjelde, 7 Rønning, 8 Gulbrandsen, 9 Herlovsen, 10 Sønstevold, 11 Berge, 12 Vesterbekkmo, 13 Wold, 14 Schjelderup, 15 Sandvei, 16 Thorsnes, 17 Mykjåland, 18 Bjånesøy, 19 Minde, 20 Haavi, 21 Hegerberg, 22 Hansen, 23 Fiskerstrand, CT: Pellerud
Coppa del Mondo FIFA 20191 Hjelmseth, 2 Wold, 3 Thorisdottir, 4 Hovland, 5 S. Hansen, 6 Mjelde, 7 Thorsnes, 8 Bøe Risa, 9 Herlovsen, 10 C. Hansen, 11 Utland, 12 Fiskerstrand, 13 Åsland, 14 Engen, 15 Eikeland, 16 Reiten, 17 Minde, 18 Maanum, 19 Kvamme, 20 Haavi, 21 Sævik, 22 Nautnes, 23 Bogstad, CT: Sjögren
Coppa del Mondo FIFA 20231 Fiskerstrand, 2 Sønstevold, 3 Hørte, 4 Hansen, 5 Bergsvand, 6 Mjelde, 7 Syrstad Engen, 8 Bøe Risa, 9 Sævik, 10 Graham Hansen, 11 Reiten, 12 Pettersen, 13 Bjelde, 14 Hegerberg, 15 Eikeland, 16 Harviken, 17 Blakstad, 18 Maanum, 19 Bratberg Lund, 20 Haavi, 21 Jøsendal, 22 Haug, 23 Mikalsen, CT: Riise

### Europei femminili
Campionato d'Europa UEFA 1987P Andreassen, P Ludvigsen, D Nyborg, D Stenberg, D Støre, D Storhaug, C Bakken, C Haugen, C Haugland, C Hoch-Nielsen, C Mortensen, C Opseth, C Strædet, A Nielsen, A Scheel Aalbu, A Stendal, CT: Hokstad
Campionato d'Europa UEFA 1989P Ludvigsen, D Nyborg, D Stenberg, D Støre, D Storhaug, C Carlsen, C Haugen, C Haugland, C Hoch-Nielsen, C Strædet, C Zaborowski, A Grude, A Hegstad, A Medalen, A Storhaug, CT: Hokstad
Campionato d'Europa UEFA 1991P Seth, D Nyborg, D Stenberg, D Støre, D Svensson, C Bakken, C Carlsen, C Espeseth, C Haugen, C Humlestøl, C Riise, C Strædet, C Zaborowski, A Aarønes, A Hegstad, A Medalen, CT: Pellerud
Campionato d'Europa UEFA 19931 Seth, 2 Nysveen, 3 N. N. Andersen, 4 Zaborowski, 5 Espeseth, 6 Riise, 7 Støre, 8 Carlsen, 9 A. N. Andersen, 10 Aarønes, 11 Hegstad, 12 Medalen, 13 Sandberg, CT: Pellerud
Campionato d'Europa UEFA 1995P Seth, D Carlsen, D Espeseth, D Myklebust, D N. Nymark Andersen, D Støre, D Waage, C Enlid, C A. Nymark Andersen, C Riise, A Aarønes, A Hegstad, A Leinan, A Medalen, A Pettersen, A Sandberg, CT: Pellerud
Campionato d'Europa UEFA 19971 Nordby, 2 Kringen, 3 Espeseth, 4 Carlsen, 5 Nymark Andersen, 6 Riise, 7 Lehn, 8 Støre, 9 Aarønes, 10 Medalen, 11 Pettersen, 12 Johannessen, 13 Viker, 14 Myklebust, 15 Gulbrandsen, 16 Haugenes, 17 Knudsen, 18 Sandaune, 19 Leinan, 20 Hovland, CT: Høgmo
Campionato d'Europa UEFA 20011 Nordby, 2 Sandaune, 3 Kringen, 4 Tønnessen, 5 Kvitland, 6 Riise, 7 S. Gulbrandsen, 8 Knudsen, 9 R. Gulbrandsen, 10 Lehn, 11 Haugenes-Humlestøl, 12 Hovland, 13 Viker, 14 Mellgren, 15 Stangeland, 16 Jensen, 17 Rapp, 18 Ørmen, 19 Bugge-Paulsen, 20 Rønning, CT: Steen
Campionato d'Europa UEFA 20051 B. Nordby, 2 Stangeland, 3 Følstad, 4 Stensland, 5 S. Nordby, 6 Christensen, 7 Rønning, 8 Gulbrandsen, 9 Herlovsen, 10 Lehn, 11 Kaufmann, 12 Hjelmseth, 13 Colombo Nilsen, 14 Mellgren, 15 Heimlund, 16 Blystad-Bjerke, 17 Paulsen, 18 Knutsen, 19 Frantzen, 20 Klaveness, CT: Berntsen
Campionato d'Europa UEFA 20091 Hjelmseth, 2 Akerhaugen, 3 Lund, 4 Stensland, 5 Giske, 6 Huse, 7 Rønning, 8 Gulbrandsen, 9 Herlovsen, 10 Wiik, 11 Larsen Kaurin, 12 Knutsen, 13 Colombo Nilsen, 14 Sandvei, 15 Gardsjord, 16 Thorsnes, 17 Mjelde, 18 Vikestad, 19 Isaksen, 20 Lie, 21 Storløkken, 22 Pedersen, CT: Berntsen
Campionato d'Europa UEFA 20131 Hjelmseth, 2 Lund, 3 Christensen, 4 Stensland, 5 Akerhaugen, 6 Mjelde, 7 Rønning, 8 Gulbrandsen, 9 Thorsnes, 10 Hansen, 11 Kaurin, 12 Vesterbekkmo, 13 Bjånesøy, 14 Ims, 15 Berge, 16 Wigdahl Hegland, 17 Mykjåland, 18 Ryland, 19 Isaksen, 20 Haavi, 21 Hegerberg, 22 Dekkerhus, 23 Gjøen, CT: Pellerud
Campionato d'Europa UEFA 20171 Hjelmseth, 2 Wold, 3 Thorisdottir, 4 Reiten, 5 Hansen, 6 Mjelde, 7 Schjelderup, 8 An. Hegerberg, 9 Thorsnes, 10 Graham Hansen, 11 Holstad Berge, 12 Fiskerstrand, 13 Reinås, 14 Ada Hegerberg, 15 Karlseng Utland, 16 Sønstevold, 17 Minde, 18 Leonhardsen Maanum, 19 Isaksen, 20 Haavi, 21 Leine, 22 Spord, 23 Bogstad, CT: Sjögren
Campionato d'Europa UEFA 20221 Pettersen, 2 Sønstevold, 3 Thorisdottir, 4 Hansen, 5 Bergsvand, 6 Mjelde, 7 Syrstad Engen, 8 Bøe Risa, 9 Sævik, 10 Graham Hansen, 11 Reiten, 12 Skoglund, 13 Bizet Ildhusøy, 14 Hegerberg, 15 Eikeland, 16 Bjelde, 17 Blakstad, 18 Maanum, 19 Terland, 20 Skinnes Hansen, 21 Jøsendal, 22 Haug, 23 Mikalsen, CT: Sjögren
Campionato d'Europa UEFA 20251 Fiskerstrand, 2 Bratberg Lund, 3 Woldvik, 4 Hansen, 5 Østenstad, 6 Mjelde, 7 Syrstad Engen, 8 Bøe Risa, 9 Sævik, 10 Graham Hansen, 11 Reiten, 12 Panengstuen, 13 Bjelde, 14 Hegerberg, 15 Kielland, 16 Harviken, 17 Bizet Ildhusøy, 18 Maanum, 19 Terland, 20 Jensen, 21 Fjeldstad Naalsund, 22 Gaupset, 23 Mikalsen, CT: Grainger

### Giochi olimpici
Calcio ai Giochi Olimpici Estivi 19961 Nordby, 2 Carlsen, 3 Espeseth, 4 N. Andersen, 5 Myklebust, 6 Riise, 7 A. Andersen, 8 Støre, 9 Pettersen, 10 Medalen, 11 Sandaune, 12 Seth, 13 Svensson, 14 Haugen, 15 Tangeraas, 16 Aarønes, 17 Frustøl, 18 Thun, 19 Sternhoff, CT: Pellerud
Calcio ai Giochi Olimpici Estivi 20001 Nordby, 2 Sandaune, 3 Kringen, 4 Tønnessen, 5 Espeseth, 6 Riise, 7 S. Gulbrandsen, 8 Knudsen, 9 Rapp, 10 Lehn, 11 Pettersen, 12 Jørgensen, 13 Bekkevold, 14 Mellgren, 15 Haugenes, 16 R. Gulbrandsen, 17 Bøe Jensen, 18 Hovland, 19 Kvitland, CT: Høgmo
Calcio ai Giochi Olimpici Estivi 20081 Skarbø, 2 Stangeland Horpestad, 3 Følstad, 4 Stensland, 5 Nordby, 6 M. Knutsen, 7 Rønning, 8 Gulbrandsen, 9 Herlovsen, 10 Wiik, 11 Larsen Kaurin, 12 Christensen, 13 Storløkken, 14 G. Knutsen, 15 Lund, 16 Thorsnes, 17 Mykjåland, 18 Colombo Nilsen, CT: Berntsen

## Rosa
Lista delle 23 giocatrici convocate dalla selezionatrice Gemma Grainger per il campionato europeo 2025. Presenze e reti aggiornate al momento della convocazione.
|  | P | Cecilie Fiskerstrand     | 20 marzo 1996 (29 anni)    | 60  | 0  | Fiorentina        |  |  |
|  | P | Aurora Mikalsen          | 21 marzo 1996 (29 anni)    | 21  | 0  | Colonia           |  |  |
|  | P | Selma Panengstuen        | 22 novembre 2002 (22 anni) | 0   | 0  | Brann             |  |  |
|  |   |                          |                            |     |    |                   |  |  |
|  | D | Tuva Hansen              | 4 agosto 1997 (27 anni)    | 53  | 2  | Bayern Monaco     |  |  |
|  | D | Guro Bergsvand           | 3 marzo 1994 (31 anni)     | 41  | 7  | Wolfsburg         |  |  |
|  | D | Maren Mjelde             | 6 novembre 1989 (35 anni)  | 179 | 20 | Everton           |  |  |
|  | D | Thea Bjelde              | 5 giugno 2000 (25 anni)    | 28  | 1  | Vålerenga         |  |  |
|  | D | Marit Bratberg Lund      | 7 novembre 1997 (27 anni)  | 20  | 1  | Benfica           |  |  |
|  | D | Mathilde Harviken        | 29 dicembre 2001 (23 anni) | 32  | 1  | Juventus          |  |  |
|  | D | Emilie Woldvik           | 8 gennaio 1999 (26 anni)   | 13  | 0  | Rosengård         |  |  |
|  |   |                          |                            |     |    |                   |  |  |
|  | C | Vilde Bøe Risa           | 13 luglio 1995 (29 anni)   | 86  | 4  | Atlético Madrid   |  |  |
|  | C | Lisa Fjeldstad Naalsund  | 11 giugno 1995 (30 anni)   | 25  | 1  | Manchester United |  |  |
|  | C | Signe Gaupset            | 18 giugno 2005 (20 anni)   | 7   | 1  | Brann             |  |  |
|  | C | Justine Kielland         | 22 novembre 2002 (22 anni) | 7   | 0  | Wolfsburg         |  |  |
|  | C | Frida Leonhardsen Maanum | 16 luglio 1999 (25 anni)   | 90  | 21 | Arsenal           |  |  |
|  | C | Guro Reiten              | 26 luglio 1994 (30 anni)   | 101 | 21 | Chelsea           |  |  |
|  | C | Ingrid Syrstad Engen     | 29 aprile 1998 (27 anni)   | 85  | 6  | Barcellona        |  |  |
|  | C | Elisabeth Terland        | 28 giugno 2001 (24 anni)   | 41  | 10 | Manchester United |  |  |
|  |   |                          |                            |     |    |                   |  |  |
|  | A | Celin Bizet Ildhusøy     | 24 ottobre 2001 (23 anni)  | 28  | 7  | Manchester United |  |  |
|  | A | Caroline Graham Hansen   | 18 febbraio 1995 (30 anni) | 115 | 51 | Barcellona        |  |  |
|  | A | Ada Hegerberg            | 10 luglio 1995 (29 anni)   | 90  | 49 | Olympique Lione   |  |  |
|  | A | Synne Jensen             | 15 febbraio 1996 (29 anni) | 29  | 5  | Atlético Madrid   |  |  |
|  | A | Karina Sævik             | 24 marzo 1996 (29 anni)    | 61  | 8  | Vålerenga         |  |  |

## Record individuali
Dati aggiornati al 3 giugno 2025; in grassetto le calciatrici ancora in attività.

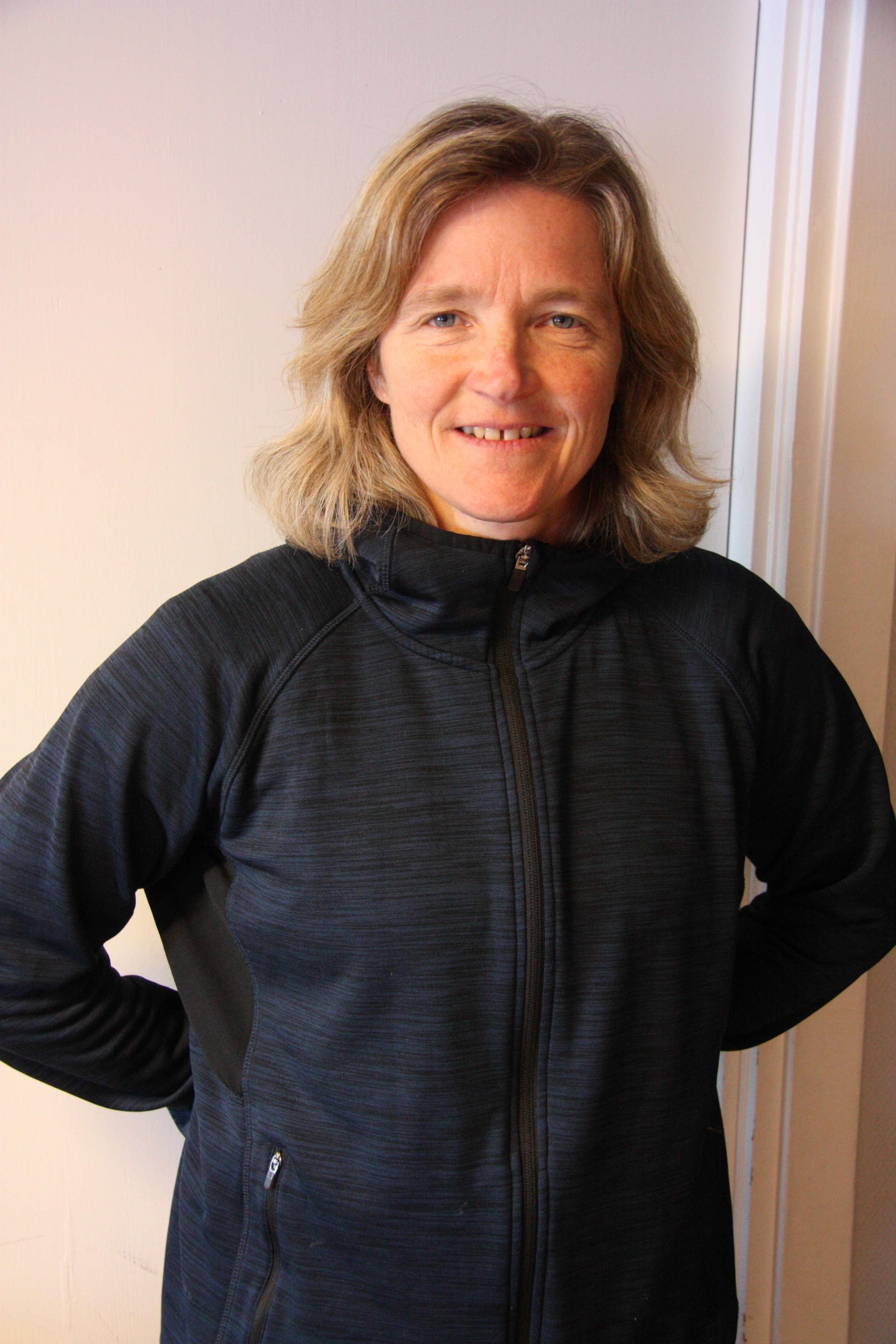
Hege Riise, primatista di presenze con la nazionale norvegese.

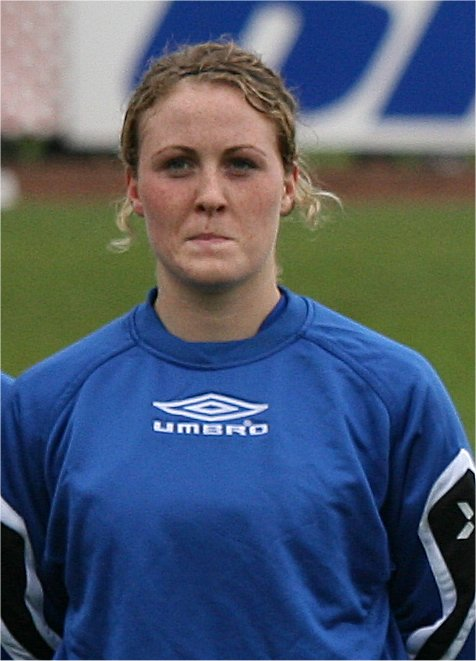
Isabell Herlovsen, primatista di reti con la nazionale norvegese.

| #  | Giocatore           | Periodo   | Pres. | Reti |
| -- | ------------------- | --------- | ----- | ---- |
| 1  | Hege Riise          | 1990-2004 | 188   | 58   |
| 2  | Solveig Gulbrandsen | 1998-2015 | 183   | 55   |
| 3  | Maren Mjelde        | 2007-     | 179   | 20   |
| 4  | Bente Nordby        | 1991-2007 | 172   | 0    |
| 5  | Trine Rønning       | 1999-2016 | 162   | 22   |
| 6  | Linda Medalen       | 1987-1999 | 152   | 64   |
| 7  | Heidi Støre         | 1980-1997 | 151   | 22   |
| 8  | Ingvild Stensland   | 2003-2016 | 144   | 10   |
| 9  | Ingrid Hjelmseth    | 2003-2019 | 138   | 0    |
| 10 | Unni Lehn           | 1996-2007 | 134   | 24   |

| #  | Giocatore              | Periodo   | Reti | Pres. | Reti/pr. |
| -- | ---------------------- | --------- | ---- | ----- | -------- |
| 1  | Isabell Herlovsen      | 2005-2019 | 67   | 133   | 0,5      |
| 2  | Marianne Pettersen     | 1994-2003 | 66   | 98    | 0,67     |
| 3  | Linda Medalen          | 1987-1999 | 64   | 152   | 0,42     |
| 4  | Ann Kristin Aarønes    | 1990-1999 | 60   | 111   | 0,54     |
| 5  | Hege Riise             | 1990-2004 | 58   | 188   | 0,31     |
| 6  | Solveig Gulbrandsen    | 1998-2015 | 55   | 183   | 0,3      |
| 7  | Caroline Graham Hansen | 2011-     | 51   | 115   | 0,44     |
| 8  | Ada Hegerberg          | 2011-     | 49   | 90    | 0,54     |
| 9  | Dagny Mellgren         | 1999-2005 | 49   | 94    | 0,52     |
| 10 | Ragnhild Gulbrandsen   | 1997-2007 | 30   | 80    | 0,38     |